# Slaget vid Warksow
Slaget vid Warksow var ett fältslag under Skånska kriget den 8 januari 1678. Slaget stod mellan Sverige och Danmark vid Warksow på ön Rügen i Tyskland, och Sverige vann.
Anledningen till att svenskarna fick ett övertag var att danskarnas general Rumohr blev dödligt sårad i stridens inledningsskede och fördes bort från slagfältet. Detta slag blev fältmarskalk Otto Wilhelm Königsmarck största seger under Skånska kriget.